# Ahmed Bahnini
Mohammed Ahmed Bahnini (ar. أحمد بحنيني; ur. 1909 w Fezie, zm. 10 lipca 1971 w Rabacie) – marokański polityk, premier Maroka od 13 listopada 1963 do 7 czerwca 1965.
Ukończył studia na Uniwersytecie w Meczecie Andaluzyjskim. Należał do partii Front Obrony Instytucji Konstytucyjnych, która w wyborach z 1963 zdobyła większość bezwzględną, m.in. dzięki anulowaniu części mandatów, które przypadły opozycji przez Sąd Konstytucyjny. Wówczas objął fotel premiera, który utracił dwa lata później po rozwiązaniu parlamentu przez króla Hasana II. W 1963 i 1967 szefował ministerstwu sprawiedliwości. Pełnił później od 1965 funkcję szefa Sądu Najwyższego, a do śmierci sprawował stanowisko ministra turystyki. Zmarł zastrzelony podczas urodzin króla w zamku Skhirat 10 lipca 1971, kiedy żołnierze usiłowali dokonać zamachu stanu i zamordować Hasana II.